# سی‌ام‌اس انرژی
سی‌ام‌اس انرژی (انگلیسی: CMS Energy) شرکت انرژی آمریکایی است، که در سال ۱۸۹۰ تأسیس شد.